# Represa Banqiao
La presa del embalse de Banqiao (chino simplificado: traditional 水库 大坝, chino tradicional: 板橋 水庫 pin, pinyin: Bǎnqiáo Shuǐkù Dàbà) es una presa en el río Ru en la ciudad de Zhumadian, provincia de Henan, China. Su falla en 1975 causó más víctimas que cualquier otra tragedia asociada a una falla de infraestructura en la historia con un estimado entre 125,000 a 230,000 muertes y 11 millones de desplazados. La presa fue reconstruida posteriormente.   
La presa de Banqiao y la presa del embalse de Shimantan (chino simplificado: traditional 水库 水库水库, chino tradicional: 石 漫灘 水庫 traditional pinyin: Shímàntān Shuǐkù Dàbà) se encuentran entre las 62 presas de Zhumadian que fracasaron catastróficamente o fueron destruidas intencionalmente en 1975 durante el Tifón Nina.

## Historia

### Construcción

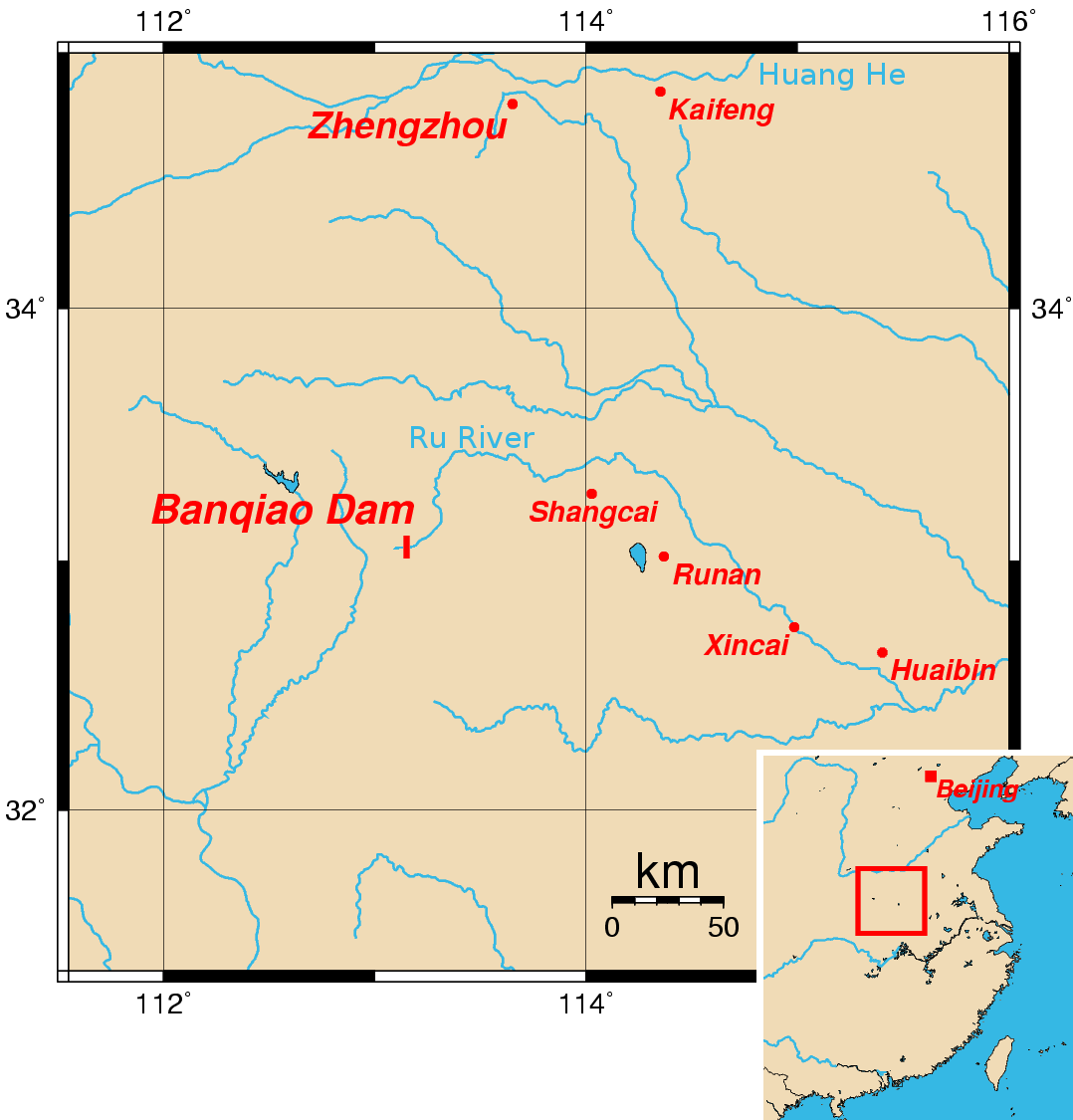
Localización aproximada de la presa Banqiao

La construcción de la presa de Banqiao comenzó en abril de 1951 en el río Ru con la ayuda de consultores soviéticos como parte de un proyecto para controlar las inundaciones y proporcionar generación de energía eléctrica. La construcción fue una respuesta a las graves inundaciones en la cuenca del río Huai en 1949 y 1950. La represa se completó en junio de 1952. Debido a la ausencia de datos de hidrología, el estándar de diseño fue más bajo de lo habitual. Después de la gran inundación del río Huai en 1954, los embalses río arriba, incluido Banqiao, se ampliaron, construyeron y consolidaron. La presa de Banqiao aumentó en altura en tres metros. El nivel de la cresta de la presa era de 116,34 metros sobre el nivel del mar y el nivel de cresta del muro de protección de olas era de 117,64 metros sobre el nivel del mar. La capacidad total del reservorio era de 492 millones de m³ (398,000 acres-pies), con 375 millones de m³ (304,000 acres-pies) reservados para el almacenamiento de inundaciones. La presa estaba hecha de arcilla y tenía 24.5 metros de altura. La descarga máxima del depósito fue de 1742 m³ / s.   
Las grietas en la presa y las compuertas aparecieron después de la finalización debido a errores de construcción e ingeniería. Fueron reparados con el asesoramiento de ingenieros soviéticos y el nuevo diseño, llamado la presa de hierro, se consideró irrompible.  

#### Denunciante
Chen Xing (陈 惺), uno de los principales hidrólogos de China, participó en el diseño de la presa. También fue un crítico de la política de construcción de represas del gobierno, que involucró a muchas represas en la cuenca. Había recomendado 12 compuertas para la presa de Banqiao, pero se criticó por ser demasiado conservador, y el número se redujo a cinco. Otras presas en el proyecto, incluida la presa Shimantan, tuvieron una reducción similar de las características de seguridad y Chen fue removido del proyecto. En 1961, después de que se revelaron los problemas con el sistema de agua, lo trajeron de vuelta para ayudar. Chen continuó siendo un crítico abierto del sistema y fue eliminado nuevamente del proyecto.

### Reconstrucción
Dentro de los once años de la falla de la presa, el alcance más bajo del río Ru, esp. La ciudad de Zhumadian experimentó varias inundaciones más desastrosas. Después de muchos estudios de viabilidad, la nueva reconstrucción del embalse de Banqiao se incluyó en la lista de proyectos nacionales clave del Séptimo Plan Quinquenal de China. El propietario del proyecto era Huai River Water Resources Commission. El contratista de la construcción fue Changjiang Gezhouba Engineering Bureau. A fines de 1986, comenzó el proyecto de reconstrucción. El 5 de junio de 1993, el proyecto fue certificado por el gobierno chino.
El embalse de Banqiao reconstruido y controla un área de captación de 768 km² (297 millas cuadradas). La capacidad de reserva máxima es de 675 millones de m³ (178 mil millones de galones), un aumento de la capacidad del 34% por encima de la capacidad de la presa quebrada. El almacenamiento efectivo es de 256 millones de m³ (67.6 mil millones de galones) y el nivel de agua alto normal correspondiente es 111.5 m (366 pies) sobre el nivel del mar. El almacenamiento de control de inundaciones es de 457 millones de m³ (121 mil millones de galones). La presa está hecha de arcilla y mide 3.720 m (12.200 pies) de largo y 50.5 m (166 pies) de alto. El nivel de la cresta de la presa es de 120 m (390 pies) sobre el nivel del mar. La descarga máxima del depósito es 15000 m³ / s (aproximadamente 3.96 millones de galones / s).

## Legado
Después del desastre de la falla de la represa de Banqiao, el gobierno chino se centró en la vigilancia, reparación y consolidación de represas. China tiene 87,000 embalses en todo el país; la mayoría de los cuales se construyeron en los años 1950-1970 usando estándares de construcción bajos. La mayoría de estos embalses están en muy mal estado, lo que plantea desafíos para la prevención y el control de los desastres geológicos provocados por las inundaciones en áreas con una población de 130 millones o más. Los ríos medianos y pequeños de China se consideran el talón de Aquiles en los sistemas de control de ríos del país. Según un informe de 2010 del Ministerio de Recursos Hídricos, China ha invertido CN ¥ 64.900 millones (US $ 9.72 mil millones) desde las inundaciones del río Yangtze en 1998 en la reparación y consolidación de los 9.197 embalses degradados del país, de los cuales 2.397 son grandes o medianos. de tamaño, y 6,800 son pequeños reservorios clave. 